# Michel Desplan
Pour les articles homonymes, voir Desplan.
Michel Desplan, né en 1955, est un magistrat français de l'ordre judiciaire.

## Parcours
Né le 8 novembre 1955 à Alès, fils du magistrat André Desplan (en poste à Nîmes, Alès puis Versailles), Michel Desplan obtient une maîtrise de droit puis réussit le concours d'entrée à l'École nationale de la magistrature, où il est nommé auditeur de justice en 1978.
Exerçant successivement ses fonctions dans plusieurs juridictions (Perpignan, Troyes, Nancy, où il est nommé procureur adjoint en 1993), il devient en 2001 premier juge (puis vice-président en 2002) au Tribunal de grande instance de Paris (TGI de Paris), où il préside trois fois par semaine les audiences de la 11e chambre correctionnelle spécialisée dans les délits économiques et financiers.
Avocat général près la Cour d'Appel de Nancy depuis 2004, Michel Desplan est nommé le 15 janvier 2007 avocat général près la Cour d'appel de Versailles pour exercer les fonctions de procureur de la République près le TGI de Versailles. Sa nomination comme avocat général à la Cour de cassation pour exercer les fonctions de procureur général près la Cour d'appel de Nîmes intervient le 23 novembre 2011.
En 2019, il devient avocat général près la Cour de cassation. La même année, il est élu à l'Académie de Nîmes au fauteuil laissé vacant par l'accession à l'honorariat de Christiane Lassalle.

## Décorations
Il est fait chevalier de l'ordre de la Légion d'honneur le 15 décembre 2006 et promu officier le 1er janvier 2021. 
Il est fait officier de l'ordre du Mérite le 14 mai 2013.

## Affaire Elf
Président de la 11e chambre correctionnelle du TGI de Paris, Michel Desplan fut amené, de mars à juillet 2003, à présider le procès de l'affaire Elf où 37 prévenus devaient répondre de détournement, abus ou recel d'abus de biens sociaux.
Ses capacités de synthèse, sa clarté alliée à une grande méticulosité aidèrent à la compréhension de ce dossier complexe qui avait nécessité huit ans d'instruction (notamment sous la conduite des juges Eva Joly et Renaud Van Ruymbeke).
Énergique, incisif, intraitable bien que courtois, il parvint à pousser dans leurs derniers retranchements les principaux prévenus (Loïk Le Floch-Prigent, André Tarallo, Alfred Sirven) et à faire émerger une vérité judiciaire dans une affaire qui constitue l'un des plus grands scandales politico-financiers de la Ve République.

## Affaire Mohamed Laidouni
En tant que procureur de Versailles, Michel Desplan, étant chargé de l'affaire de la rixe mortelle sur l'A13, dit que les faits ont une «volonté homicide» et que la victime a été « tuée d’une manière sauvage, avec une violence incroyable ».

## Pour approfondir